# Contea di Carroll (Georgia)
La contea di Carroll, in inglese Carroll County, è una contea dello Stato della Georgia, negli Stati Uniti. La popolazione al censimento del 2000 era di 87 268 abitanti. Il capoluogo di contea è Carrollton.

## Comuni
- Bowdon - city
- Carrollton - city
- Mount Zion - city
- Roopville - town
- Temple - city
- Villa Rica - city
- Whitesburg - town